# Ampelita fulgurata
Ampelita fulgurata е вид охлюв от семейство Acavidae. Видът е застрашен от изчезване.

## Разпространение
Разпространен е в Мадагаскар.